# 1281 Jeanne
Jeanne (asteróide 1281) é um asteróide da cintura principal com um diâmetro de 21,65 quilómetros, a 2,0327474 UA. Possui uma excentricidade de 0,2053986 e um período orbital de 1 494,5 dias (4,09 anos).
Jeanne tem uma velocidade orbital média de 18,62197334 km/s e uma inclinação de 7,4504º.
Esse asteróide foi descoberto em 25 de Agosto de 1933 por Sylvain Arend.